# 加利福尼亚州钻禧纪念半美元
加利福尼亚州钻禧纪念半美元（英語：California Diamond Jubilee half dollar）是旧金山铸币局于1925年生产的一种50美分面额银质纪念币，旨在庆祝加利福尼亚州建州75周年。
旧金山公民委员会希望发行纪念币来为加利福尼亚州建州钻禧庆典筹资。该州联邦众议员在国会提议授权制作纪念币，1925年2月通过的法案一共授权发行3种硬币。雕塑家乔·莫拉的设计起初不受美国美术委员会待见，但公民委员会还是坚持采用他的方案，最终方案也获得通过。此后，这种硬币的设计赢得广泛赞誉。
1925年8月，旧金山铸币局生产了15万枚纪念币，并随后开始销售。硬币的销售情况不及预期：授权发行的30万枚银币只生产了约15万枚，这其中售出的还不及六成，剩下的只能熔毁。如今，这种硬币视成色而定，价格范围约在200到1300美元之间，但也有个别特殊样本售价更高。

## 背景
1541年，西班牙探险家胡安·罗德里格斯·卡布里略（Juan Rodríguez Cabrillo）成为首位踏上如今加利福尼亚州所在地区的白人男性。但他的报告未能得到西班牙王室的重视，直到英国海员法蘭西斯·德瑞克爵士于1579年抵达这里后，西班牙才开始在此建立殖民地。接下来的275年里，这里的定居者一直很少，无论是在西班牙还是之后的墨西哥统治时期，大部分居民都只是当地成立教会的相关人员。
据钱币学作家阿尼·斯拉巴夫（Arnie Slabaugh）记载：“美国定居者的到来对加利福尼亚产生了持续至今的两种变化：移民（无论是海外还是美国）和繁荣”。1846年，美国定居者揭竿而起，反抗墨西哥统治，建立加利福尼亚共和国，国旗上印有灰熊。但这个共和国只存在了很短时间，美墨战争爆发后，美军占领加利福尼亚。1848年1月24日，詹姆斯·W·马歇尔（James W. Marshall）在萨特磨坊（Sutter's Mill）发现黄金，美国和墨西哥在2月初签署《瓜达卢佩-伊达尔戈条约》，战争正式结束。加利福尼亚淘金潮随后开始，加利福尼亚州也在1850年建立。

## 授权
1925年是加利福尼亚州建州75周年，旧金山公民委员会及主席安杰洛·罗西（Angelo J. Rossi）希望通过发行半美元纪念币来为当地庆典活动筹集资金。1925年1月9日，联邦参议院提出法案，建议制作半美元银币和一美元金币纪念独立战争期间的本宁顿战役和佛蒙特共和国独立。将金币提议删除后，参议院投票通过法案。1925年2月16日，联邦众议院对法案展开辩论，加利福尼亚州议员约翰·莱克（John E. Raker）提议增加一种硬币纪念加利福尼亚州建州75周年。莱克的提议遭到众议院铸币和度量制委员会主席、联邦众议员阿尔伯特·维斯塔（Albert Vestal）的强烈反对。德瑞克声称，美国铸币局反对制作“这类特殊硬币”。他还补充称，华盛顿州联邦众议员阿尔伯特·约翰逊（Albert Johnson）之前也曾提出法案，授权制作纪念币纪念华盛顿州温哥华堡，但由于铸币局反对被迫撤回。面对这种情况，莱克仍然坚持立场，他的提议获得通过。约翰逊于是也提出修正案，增设温哥华堡纪念币，维斯塔对此深感不满，但修正案还是得以通过。法案在众议院通过后，联邦参议院也于2月17日通过，没有议员提出问题或异议。
法案通过后于1925年2月24日生效，授权制作全部三种硬币。这也是美国历史上首次有纪念币法案授权发行多种硬币。授权制作的加利福尼亚州纪念币为30万枚，旧金山清算所协会或洛杉矶清算所协会可以代表旧金山公民委员会以面值取得这些硬币。其中洛杉矶清算所协会曾于1923年销售过门罗主义百年纪念半美元。

## 准备
1925年5月4日，罗西致信铸币局局长罗伯特·格兰特（Robert J. Grant），信中表示，虽然加利福尼亚州联邦参议员塞缪尔·肖特里奇（Samuel M. Shortridge）此前曾敦促公民委员会及时给出设计方案，但新半美元纪念币的设计准备工作还是存在延误。罗西还在信中附有加利福尼亚州雕塑家约瑟夫·莫拉（Joseph Mora）的草图，承诺会很快送来完成的设计和模型。莫拉是公民委员会全体委员的一致人选，他们都认为，莫拉能够精确把握纪念币理应包含的精髓。

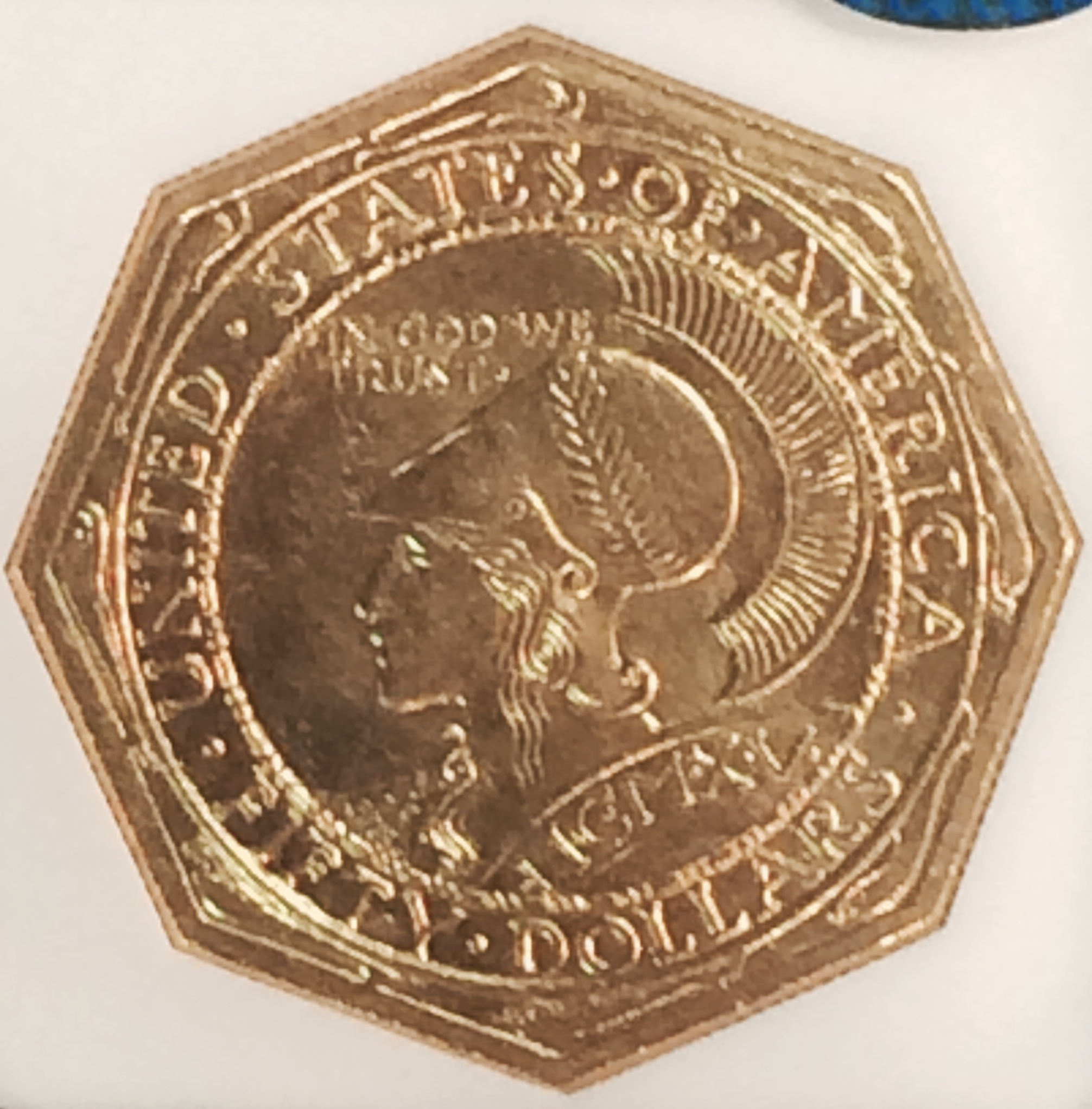
50美元巴拿马－太平洋金币的设计者罗伯特·英格索尔·艾特肯要价太高，所以没有获聘成为加利福尼亚州钻禧纪念半美元的设计者。

从1921年开始，美国美术委员会就会对硬币设计提供建议，格兰特将收到的信件和草图转交委员会，这些素材随后交到委员会成员、曾设计过野牛镍币的雕塑家詹姆斯·厄尔·弗雷泽（James Earle Fraser）手上。弗雷泽于5月18日致信罗西，批评设计中的“熊实在画得太矮了，整个设计都显得经验不足和业余。”他建议请门罗主义百年纪念半美元的设计者切斯特·比奇（Chester Beach）和50美元巴拿马－太平洋金币的设计者罗伯特·艾特肯（Robert I. Aitken）来设计新版纪念币，因为两人都来自加利福尼亚州，并且在他看来，有能够制作出“远比现在这些更有意义，对加利福尼亚州有着更精确、更全面认识的东西。”
公民委员会没有接受弗雷泽的建议，坚持选用莫拉的设计，后者也很快交出完成的草案。安东尼·斯沃泰克（Anthony Swiatek）和沃尔特·布林（Walter Breen）曾撰写过有关美国早期纪念币的百科全书，书中认为，公民委员会之所以没有聘请比奇或艾特肯主要是因为时间不足，而且觉得两人要价太高。完成的模型于6月17日送往费城铸币局，再又转交给美术委员会。弗雷泽这时已不是委员会成员，所以模型送到了罗拉多·塔夫特（Lorado Taft）手上，随行的还有文字说明，称公民委员会因费用问题而没有聘请艾特肯，同时新的设计比之前的草图也好不了多少。但是，塔夫特和美术委员会另一成员路易斯·艾尔斯（Louis Ayres）都建议接受莫拉的设计。艾尔斯建议更改硬币正面文字（“我们信仰上帝”）的位置，使之不致看上去仿佛“淘金者正把它放在油里炸”。钱币历史学家唐·塔克西（Don Taxay）断定，最终的设计没有采纳这一建议只是因为硬币上没有其他位置来刻上这句格言。
设计获批后，铸币局于1925年7月开始根据石膏模型制作金属模具，再将模具从费城送抵旧金山铸币局，用来在8月生产了15万枚纪念币，其中200枚留待1926年美国化验委员会检验。

## 设计

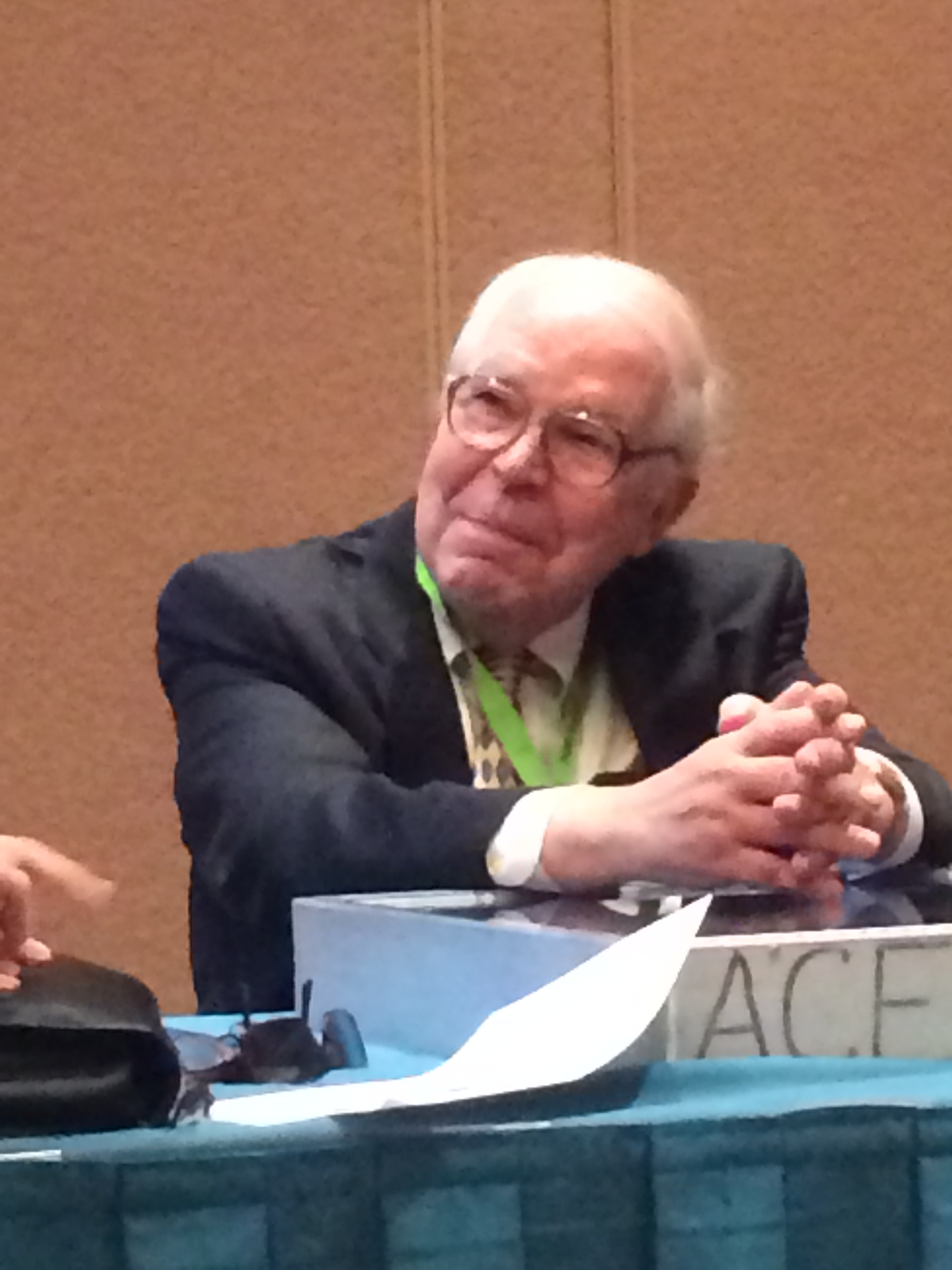
钱币学家昆汀·戴维·鲍尔斯曾称赞加利福尼亚州钻禧纪念半美元的设计

莫拉设计的硬币正面描绘一位淘金者正手持锅盘跪着淘金，用锅清洗矿砂，希望从中找到砂金。硬币反面源自加利福尼亚州州旗，又称熊旗，主体部分是头灰熊。除去相应图案和文字外，莫拉决定不将硬币空白部分（也称背景部分）抛光处理，这样硬币的外观就显得更有纹理。
加利福尼亚州钻禧纪念半美元的设计获得广泛好评。斯沃泰克称这是“我最喜欢的钱币艺术作品之一”。钱币交易商兼作家昆汀·戴维·鲍尔斯（Q. David Bowers）则表示：“（旧金山）公民委员会……明智地无视了弗雷泽的批评”。埃里克·布拉德斯（Eric Brothers）于2014年发文介绍这种纪念币，称其“体现出19世纪50年代加利福尼亚州的影像精髓”。在曾于20世纪30年代为美国钱币协会研究纪念币的大卫·布罗瓦（David M. Bullova）看来，这种银币“苍劲雄浑、制作精良……正面和背面密切地联系在一起”。同代硬币经销商麦克斯·梅尔于1937年撰文称这是种“美丽的硬币……正面堪称非常精致的艺术作品”。不过，梅尔误以为硬币背面刻的是北极熊，为此他还表示困惑：“我曾在加利福尼亚州各地旅游参观，但从来都没有看到过熊”。
艺术史学家科尼利厄斯·弗缪尔（Cornelius Vermeule）在以美国硬币为主题的著作中表示，加利福尼亚州钻禧纪念半美元是“美国最伟大的钱币作品之一”。他认为其设计胆识过人、成效卓著，并且特别佩服背面的灰熊形象，声称可以根据其“肌肉、骨骼和皮毛肯定地判断出这是头灰熊”。他还觉得硬币上雕刻的文字也特别出色，使用了两种尺寸的字体，又同时刻有美国硬币上常见的3句短语：（“自由”）、和（“合众为一”），“如此巧妙地就解决了同时采用3种铭文的难题”。

## 发行和收藏
旧金山铸币局生产的首枚加利福尼亚州钻禧纪念半美元送给了旧金山金门公园的纪念博物馆。据斯沃泰克记载，起初使用的铸币模具有经过特殊处理，使硬币表面呈现浮雕效果，但在生产了约75枚银币后，这样的效果就消失了。钱币学家凯文·弗林（Kevin Flynn）认为，有这种特殊效果的硬币共有100枚，是应罗西的要求制作，用来提供给贵宾。所有纪念币中确认没有铸币标志的只有一枚，并且很可能只是测试铸币，由铸币局首席雕刻师约翰·R·辛诺克（John R. Sinnock）打造后自行保管，之后作为他的遗产售出。
1925年8月26日，一枚加利福尼亚州钻禧纪念半美元在太平洋沿岸钱币协会的会议上展出，所以这时旧金山铸币局至少发出了一枚这种硬币。1925年9月9日，即加利福尼亚建州75周年当天出生的婴儿共有494名，他们都得到了一枚纪念币。还有少量银币嵌在官员的徽章上。大部分半美元都是于9月6至12日在旧金山的庆典活动中售出。虽然钱币收藏家和交易商购买的可能有数千甚至上万，但估计大部分都是由普通买家购得。据鲍尔斯记载，硬币发售的协调工作效果欠佳，共有6万3606枚纪念币之后退回铸币局熔毁，这样售出的银币总数就只有8万6594枚，其中还包括留待化验委员会检验的样币。
此后，半美元的价格逐渐上升，只在1936和1980年的纪念币井喷中有过下滑。根据理查德·约曼（Richard S. Yeoman）2015年版的《美国钱币指南手册》（A Guide Book of United States Coins），加利福尼亚州钻禧纪念半美元视成色而定，其价格范围约在200至1300美元之间。2009年，一枚成色在谢尔顿硬币分级标准中达到几乎原始状态的“-68”级别银币在拍卖中以1万7250美元价格成交。

### 脚注
1. 1 2 3 4 5  Yeoman，第208, 284頁.
2. 1 2 3  Slabaugh，第69頁.
3. ↑  Swiatek & Breen，第35頁.
4. ↑  Taxay，第89頁.
5. ↑  Taxay，第89–90頁.
6. ↑  1925 Congressional Record, Vol. 71, Page 3930 (1925-02-17)
7. 1 2  Flynn，第350頁.
8. 1 2  Swiatek，第150頁.
9. ↑  Bowers，第179頁.
10. ↑  Taxay，第103頁.
11. 1 2 3 4  Brothers，第69頁.
12. 1 2 3 4 5 6  Taxay，第106頁.
13. ↑  Swiatek & Breen，第35–36頁.
14. 1 2 3  Swiatek & Breen，第36頁.
15. 1 2 3 4 5  Bowers，第178頁.
16. 1 2 3  Vermeule，第171頁.
17. 1 2  Swiatek，第151頁.
18. ↑  Swiatek，第151–152頁.
19. ↑  Flynn，第65頁.
20. ↑  Bowers，第179–180頁.
21. ↑  Bowers，第180頁.
22. ↑  Yeoman，第294頁.
23. ↑  Swiatek，第153頁.

### 书籍
- Bowers, Q. David. . Wolfeboro, NH: Bowers and Merena Galleries, Inc. 1992.
- Brothers, Eric. . The Numismatist (Colorado Springs, CO: American Numismatic Association). 2014-05: 69.
- Flynn, Kevin. . Roswell, GA: Kyle Vick. 2008. OCLC 711779330.
- Slabaugh, Arlie R.  second. Racine, WI: Whitman Publishing. 1975. ISBN 978-0-307-09377-6.
- Swiatek, Anthony. . Chicago: KWS Publishers. 2012. ISBN 978-0-9817736-7-4.
- Swiatek, Anthony; Breen, Walter. . New York: Arco Publishing. 1981. ISBN 978-0-668-04765-4.
- Taxay, Don. . New York: Arco Publishing. 1967. ISBN 978-0-668-01536-3.
- Vermeule, Cornelius. . Cambridge, MA: The Belknap Press of Harvard University Press. 1971. ISBN 978-0-674-62840-3.
- Yeoman, R.S.  68th. Atlanta, GA: Whitman Publishing. 2014. ISBN 978-0-7948-4215-4.